# Edward Garnett
Edward William Garnett (1868–1937) war ein englischer Schriftsteller, Kritiker und Verlagslektor. Er war der Sohn von Richard Garnett (1835–1906), einem Schriftsteller und Bibliothekar des British Museums. Seine Frau Constance Garnett war eine bekannte Übersetzerin russischer Literatur. Sie heirateten am 31. August 1889. Der aus dieser Ehe hervorgegangene Sohn David Garnett, der am 9. März 1892 zur Welt kam, wurde ebenfalls Schriftsteller. 

## Leben
Garnett genoss nur wenige Jahre einer institutionellen Bildung an der City of London School, die er im Alter von 16 Jahren verließ. Er bildete sich durch intensives Lesen weiter fort und erwarb sich über die Zeit den Ruf, ein gutes Gespür für zeitgenössische Literatur zu haben. Seine literarische Bedeutung beruht überwiegend darauf, dass er zeitgenössische Autoren ermutigte. Zu den Autoren, die Garnett betreute, gehören unter anderen Joseph Conrad, D. H. Lawrence, Dorothy Richardson, Henry Green und E. M. Forster. Ebenso unterstützte er 1923 und 1924 den irischen Schriftsteller Liam O’Flaherty bei dessen ersten Buchveröffentlichungen. Henry Green begegnete Garnett erstmals 1925 und erlebte die Überarbeitung seines Romans Blindheit durch Garnett als einen fast magischen Eingriff. Dank Garnetts Hilfe fand er einen Verleger für sein Erstlingswerk und überarbeitete auf dessen Anregung das letzte Kapitel dieses Romans vollständig. 
Garnett unterstützte in ähnlicher Weise 1898 Joseph Conrad sowie Ford Madox Ford, mit dem er zu Beginn des 20. Jahrhunderts eng zusammenarbeitete. Garnett war außerdem mit D.H. Lawrence befreundet und spielte eine Rolle in der Veröffentlichung der Schriften von T. E. Lawrence. Dagegen übersah er die Qualitäten von James Joyce’ Werk A Portrait of the Artist as a Young Man und lehnte es 1915 ab, dieses im Verlag Duckworth herauszubringen. Garnett war jedoch ein Förderer von John Galsworthy. Der Band The Man of Property der Forsyte Saga ist Garnett gewidmet. Garnett förderte außerdem die US-amerikanischen Autoren Stephen Crane und Robert Frost.

## Eigene Werke
- An Imaged World (1894)
- The Art of Winnifred Matthews (1902)
- The Breaking Point, a Censured Play. With Preface and a Letter to the Censor (1907)
- Hogarth (1911)
- Tolstoy: His Life and Writings (1914)
- Turgenev (1917), Biografie
- Papa's War and Other Satires (1918)
- Friday Nights; Literary Criticisms and Appreciations (1922)
- Letters from W. H. Hudson, 1901-1922 (1923), Herausgeber
- Letters from Joseph Conrad 1895-1924 (1928), Herausgeber
- The trial of Jeanne d' Arc and other plays (1931)
- Letters from John Galsworthy 1900-1932 (1934), Herausgeber
- Edward Thomas: A selection of letters to Edward Garnett

## Einzelbelege
1. ↑   Treglown: Romancing. The Life and Work of Henry Green. S. 56.
2. ↑   Martin Wallace: Famous Irish Writers, S. 77, Appletree Press, Belfast, 1995, ISBN 0-86281-304-2

| Personendaten    | Personendaten                                         |
| ---------------- | ----------------------------------------------------- |
| NAME             | Garnett, Edward                                       |
| ALTERNATIVNAMEN  | Garnett, Edward William (vollständiger Name)          |
| KURZBESCHREIBUNG | englischer Schriftsteller, Kritiker und Verlagslektor |
| GEBURTSDATUM     | 1868                                                  |
| STERBEDATUM      | 1937                                                  |